# 烏干達 (1962年—1963年)
烏干達於1962年10月9日成為一個獨立的主權國家。作為大英國協成員國，英國女王伊莉莎白二世一直擔任烏干達的國家元首，她作為烏干達國家元首的憲法職責主要委託給烏干達總督沃爾特·弗萊明·庫茨爵士，他是該職位的唯一持有人。直到1963年10月9日烏干達與英國君主制的聯繫被切斷。穆特薩二世爵士成為烏干達的第一任總統。
1963年，烏干達通過了新憲法，廢除了與英國君主制的聯繫。烏干達成為大英國協內的一個共和國。